# Trzęsienie ziemi w Puebla (2017)
Trzęsienie ziemi w Puebla – trzęsienie ziemi o magnitudzie 7,1 stopnia w skali Richtera, które nastąpiło 19 września 2017 w Meksyku. Jego epicentrum znajdowało się w stanie Puebla, 115 kilometrów na południowy wschód od stołecznego miasta Meksyku. Skutki wstrząsów były odczuwalne także w stolicy oraz w stanach Morelos i Guerrero.
W wyniku tego trzęsienia ziem, zginęło ok. 370 osób. Zniszczenia zanotowano m.in. w dzielnicy Roma w mieście Meksyk, a także w miastach Cuernavaca i Cholula. Na skutek wstrząsów doszło do zawalenia się bloków mieszkalnych, supermarketu, szkoły, a także do pożarów.
Po tym zdarzeniu została ogłoszona przez prezydenta Enrique Peña Nieto trzydniowa żałoba narodowa.